# Madame Sans Gêne (film fra 1911)
|  | For den danske film fra 1909, se Madame sans Gene (film fra 1909). For andre betydninger, se Madame Sans Gêne |
Madame Sans Gêne er en fransk stumfilm fra 1911, der foregår under Den Franske Revolution og under Napoleon Bonapartes regeringstid.
Filmen er baseret på Victorien Sardous skuespil af samme navn fra 1893. Gabrielle Réjane og Edmond Duquesne gentog deres roller i skuespillet; Réjane spillede titelkarakteren, en vaskekone, der gifter sig med en mand, der bliver en af Napoleons feltmarskaler (baseret på den virkelige Catherine Hübscher), mens Duquesne spillede Napoleon.
Modstridende kilder siger, at instruktøren var André Calmettes eller Henri Desfontaines.